# لوكاس هينترسير
لوكاس هينترسير (بالألمانية: Lukas Hinterseer)‏ (مواليد 28 مارس 1991) هو لاعب كرة قدم. يلعب مع منتخب النمسا لكرة القدم. سبق له أن لعب في بطولة أمم أوروبا لكرة القدم 2016 مع منتخب بلاده.

## روابط خارجية
- لوكاس هينترسير على موقع الاتحاد الأوربي (الإنجليزية)
- لوكاس هينترسير على موقع قاعدة بيانات كرة القدم.إي يو (الإنجليزية)
- لوكاس هينترسير على موقع بيانات كرة القدم. دي إي (الألمانية)
- لوكاس هينترسير على موقع ناشيونال فوتبول تيمز (الإنجليزية)
- لوكاس هينترسير على موقع Soccerway.com (الإنجليزية)
- لوكاس هينترسير على موقع عالم كرة القدم.نت (الإنجليزية)
- لوكاس هينترسير على موقع كووورة
- لوكاس هينترسير على موقع AS.com (الإسبانية)